# Filogranula calyculata
Filogranula calyculata är en ringmaskart som först beskrevs av O.G. Costa 1861.  Filogranula calyculata ingår i släktet Filogranula och familjen Serpulidae. Arten har ej påträffats i Sverige. Inga underarter finns listade i Catalogue of Life.